# George (Waszyngton)
George – miasto w hrabstwie Grant, w stanie Waszyngton, w Stanach Zjednoczonych. Według szacunków United States Census Bureau w 2010 roku miasto zamieszkiwało 501 osób. Miasto zostało nazwane na cześć George'a Washingtona.